# Marta Madureira
Marta Madureira (Porto, 1977) é uma ilustradora portuguesa. Além de ilustradora é designer de comunicação, docente, realizadora e editora.

## Biografia
Marta Madureira nasceu em 1977, na cidade do Porto. Licenciou-se em design de comunicação na Escola Superior de Belas Artes do Porto, instituição em que realizou também o mestrado em design de imagem. 
Ao longo da sua carreira tem vindo a trabalhar em ilustração, destacando-se na área da ilustração infantil. Publicou, até à data, dezasseis livros infanto-juvenis, com texto de autores como Manuel António Pina, Àlvaro Magallhães, Vergílio Alberto Vieira, João Pedro Mésseder, e Adélia Carvalho.  O seu trabalho nesta área desta-se pelo uso de materiais de várias naturezas, tais como acrílicos, colagens, fotografia, resultando numa técnica mista, e também, do recorte de papéis em substituto ao desenho.  Ganhou vários prémios nesta área, e também a Menção Especial do Prémio Nacional de Ilustração em 2010 e em 2011. 
Em 2003, realizou o filme de animação "As Máquinas de Maria", projeto apoiado pelo ICA (Instituto do Cinema e do Audiovisual), e pela RTP. Posteriormente, esta animação foi dividida em vinte e seis episódios, e, transformada num programa infantil, homónimo, exibido no programa Onda Curta, da RTP. 
Em 2009, fundou com Adélia Carvalho, a editora Tcharan, vocacionada para o livro infantil, na qual foram publicadas obras como "O país das pessoas de pernas para o ar", texto emblemático de Manuel António Pina, "O elefante em loja de Porcelanas", texto de Adélia Carvalho, em parceria com a Vista Alegre, entre outros. 
Marta Madureira lecciona também ilustração no curso de design gráfico, e no mestrado de ilustração e animação, no Instituto Politécnico do Cávado e do Ave. 

## Obras Seleccionadas
Entre os seus livros encontram-se: 
- Chá, Café e Etc., Editora Tcharan (2014)
- O Rei Vai à Caça, Editora Tcharan (2013)
- Mocho Comi, Editora Tcharan (2012)
- O Rapaz Sem Orelhas de Burro,  Editora Trinta por uma Linha (2011)
- Tempestade, QuidNovi (2011)
- O País das Pessoas de Pernas para o Ar, Editora Tcharan (2011)
- O Rapaz da Bicicleta Azul, Edições Asa (2011)
- A Crocodila Mandona, Editora Tcharan (2010)
- As Letras de Números Vestidas, Edições Trampolim (2010)
- O rapaz da bicicleta de vento e outras andanças,  Editora Trinta por uma Linha (2010)
- Matilde Rosa Araújo: um olhar de menina, Editora Trinta por uma Linha (2010)
- O livro dos medos, Edições Trampolim (2009)
- A aldeia encantada, Editora Ambar (2008)
- A boca no trombone, Editora Bonecos Rebeldes (2008)
- A máquina de fazer palavras, Porto Editora (2007)
- O menino Jesus da Cartolinha, Campo das Letras (2006)
- Há um ladrão debaixo da cama, Campo das Letras (2005)

Realizou o filme de animação:
- As Máquinas de Maria (2003) [5]

## Prémios
Foi premiada com: 
- Primeiro prémio da "3x3 Magazine of Contemporary Illustration" (2012)
- Menção Especial do Prémio Nacional de Ilustração (2011)
- Menção Especial do Prémio Nacional de Ilustração com o livro A Cordodila Mandona (2010) [4]
- Prémio Engenheiro António de Almeida – Fundação Engenheiro António de Almeida (2007)
- Prémio Bienal de Nápoles – Itália (2005)
- Grande Prémio Corta – Festival Internacional de Curtas-Metragens do Porto (2004)
- Prémio de Vídeo/Animação Jovens Criadores 2004 – Silves (2004)
- Prémio Bienal de Atenas – Grécia (2003)
- Prémio de Ilustração Jovens Criadores 2002 – Coimbra (2001)